# Grace Bussell

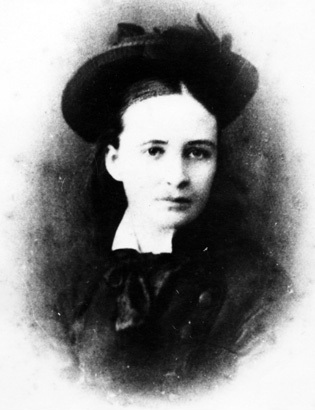
Grace Bussel, ca. 1876

Grace Bussell (* 1860 in Margaret River (Westaustralien); † 7. Oktober 1935 in Guildford, Western Australia) war eine Australierin, die als 16-Jährige durch die Rettung zahlreicher Schiffbrüchiger an der Küste Westaustraliens nach der Havarie des Schoners Georgette bekannt wurde. Nach ihr wurden später die Orte Gracetown (Western Australia) und Lake Grace benannt.

## Leben
Grace Bussell wuchs auf einer Farm in der Nähe der  Mündung des Margaret River in Westaustralien auf.
Am 1. Dezember 1876 geriet der Schoner SS Georgette in Seenot, als bei schwerer See durch ein Leck Wasser ins Schiff drang und die Pumpen versagten. In der Nähe der Calgardup Bay wurden drei Rettungsboote zu Wasser gelassen. Das erste zerschellte am Schiffskörper der Georgette, das zweite erreichte die Küste. Das dritte, überladene Boot lief voll Wasser. Der Aborigine Sam Isaacs, der das Geschehen von der Küste aus beobachtet hatte, alarmierte die Bewohner der nahegelegenen Farm. Die 16-jährige Farmerstochter Grace Bussell erreichte als eine der ersten den Unglücksort. Laut einem zeitgenössischen Zeitungsbericht, der Bussell als „Grace Darling of Australia“ bekannt machte, trieb sie ihr Pferd die steile Küste hinab und durch die schwere Brandung ins Meer, bis sie das dritte Boot erreicht hatte. Mit Hilfe mitgebrachter Seile und Sam Isaacs schleppte sie die Schiffbrüchigen in einer vierstündigen Rettungsaktion nach und nach an Land. 38 von 50 Personen überlebten das Unglück.
1882 heiratete Grace Bussell den Surveyor General Frederick Slade Drake-Brockman. Ihr Sohn Edmund Drake-Brockman (1884–1949) wurde später Generalmajor der australischen Armee, ihre Tochter war die Philanthropin Deborah Vernon Hackett (1887–1965).

## Ehrungen
1878 erhielt Bussell die Silbermedaille der Royal Humane Society für Tapferkeit, Sam Isaacs erhielt die Bronzemedaille.
1910 benannte Landvermesser Marschall Fox einen See nach ihr, der später der Siedlung Lake Grace den Namen gab. Der 1961 gegründete Ort Gracetown erhielt ebenfalls ihren Namen.